# Joe Carey

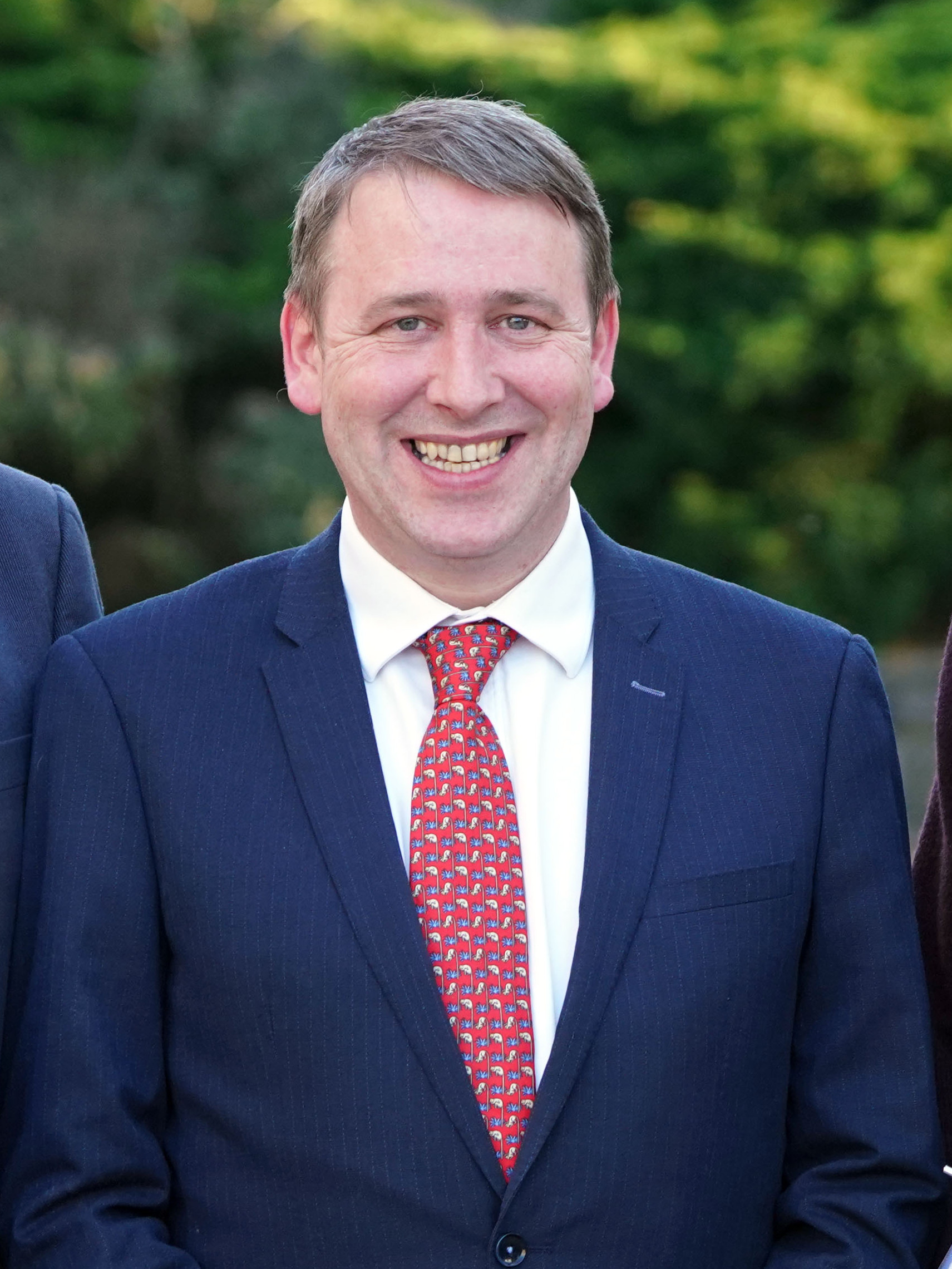
Joe Carey (2019)

Joe Carey (* 24. Juni 1975 in Limerick) ist ein irischer Politiker der Fine Gael und früherer Teachta Dála.
Carey ging in Ennis zur Schule und studierte am Galway Institute of Technology. Bereits 1997 wurde er Mitglied im Clare County Council und kandidierte bei den Wahlen zum Dáil Éireann 2007 für den Wahlkreis Clare.
Er konnte einen Sitz erringen, den er bei den folgenden Wahlen bis einschließlich 2020 verteidigen konnte.
Im August 2024 erklärte er, dass er aus medizinischen Gründen seine Ämter und Mandate niederlegen müsse, nachdem er bereits seit März 2023 nicht mehr am politischen Geschehen teilnehmen konnte. bei den Wahlen 2024 trat er dann nicht mehr an.

## Privates
2013 heiratete er seine Frau Grace, mit der er zwei Kinder hat.